# Wolvenkind
Wolvenkind is het eerste stripalbum uit de Legende-reeks. Het werd voor het eerst uitgegeven bij Soleil in 2003. Het album is getekend door Yves Swolfs die tevens het scenario schreef.